# 中山美穗的心跳高校
《中山美穗的心跳高校》是一款由史克威爾（現史克威尔艾尼克斯）與任天堂開發第一部共同開發並由任天堂於1987年12月1日在FC磁碟機上发行的一款指令選擇式戀愛冒險遊戲。遊戲正式名稱為《偶像熱線 中山美穗的心跳高校》（アイドルホットライン 中山美穂のトキメキハイスクール）。
本作為最早期的戀愛冒險遊戲之一，由共同創造了密特羅德系列之一的坂本賀勇和之後創造了最終幻想系列的坂口博信設計，是FC磁碟機與專用軟碟讀寫機系統相容的第三部作品（使用藍色軟碟）。不僅是任天堂與偶像歌手中山美穗合作的聯名遊戲，也是第一款以偶像為主題的遊戲。
在遊戲中，中山美穗提供了她的名字和肖像以及參與配音演出，可以通過撥打遊戲過程中顯示的免費電話號碼來訪問。